# ゴッズ・プラン
ゴッズ・プラン (God's Plan) は、カナダのラッパードレイクの曲で、2018年1月に発売された。発売された後、しばらくの間、英米を含む世界の多くの国の音楽チャートで1位をするなど、大きな人気を集めており、Billboard Hot 100チャートで11週間1位を占めた。